# Viljem II. Holandski
Viljem II. (februar 1227 - 28. januar 1256) je bil grof Holandije in Zelandije od leta 1234 do svoje smrti. Leta 1248 je bil izvoljen za nemškega protikralja in je od leta 1254 vladal kot edini kralj.

## Zgodnje življenje
Viljem je bil najstarejši sin in dedič holandskega grofa Florisa IV. in Matilde Brabantske. Ko je bil njegov oče ubit na turnirju v Corbieju, je bil Viljem star komaj sedem let. Njegova strica po očetu Viljem in Oto, škof v Utrechtu, sta bila njegova skrbnika do leta 1239.

## Kraljestvo
S pomočjo strica po materini strani vojvode Henrika II. Brabantskega in kölnskega nadškofa Konrada von Hochstadna je bil Viljem izvoljen za nemškega kralja po tem, ko je papež Inocenc IV . izobčil cesarja Friderika II. Nasledil je deželnega grofa Henrika Raspeja iz Turingije, ki je umrl v enem letu po izvolitvi za protikralja leta 1246.
Naslednje leto se je Viljem odločil razširiti očetovo lovsko rezidenco na palačo, ki bi služila njegovemu novemu statusu. Ta se je kasneje imenovala Binnenhof ( Notranje dvor) in je bila začetek mesta Haag. Medtem je Viljem po petmesečnem obleganju šest mesecev blokiral Aachen, preden ga je zavzel Friderikovim privržencem. Šele takrat ga je lahko za kralja kronal kölnski nadškof Konrad. Po poroki z Elizabeto, hčerko velfskega vojvode Otona Brunswick-Lüneburškega, 25. januarja 1252 je dobil določeno teoretično podporo nekaterih nemških knezov. Za kralja Rimljanov je bil drugič izvoljen 25. marca 1252 v Brunswicku. Volilni knezi so bili nadškof Kölna, Mainza in Trierja, mejni grof Brandenburški in vojvoda Saške. Palatinski grof, ki je bil tudi bavarski vojvoda, je bil izključen iz volitev, ker je bil kot pristaš Konrada IV. obsojen na izobčenje. Po volitvah je češki kralj poslal veleposlanike, ki so jim posredovali njegovo soglasje. Kljub temu da "Viljemu ni manjkalo ne poguma ne viteških lastnosti,, njegova moč ni nikoli presegla Porenja." 
V svoji domači grofiji se je Viljem boril z grofico Margareto II. Flandrsko za nadzor nad Zeelandom. Kot nemški kralj se je naredil za Zeelandskega grofa. Julija 1253 je premagal flamsko vojsko pri Westkapelle (v sodobni Belgiji ), leto kasneje pa je sledilo premirje. Njegova protiflamska politika je poslabšala njegove odnose s Francijo. Od leta 1254 do svoje smrti je vodil številne vojne proti Zahodnim Frizijcem. V Heemskerku in Haarlemu je zgradil nekaj močnih gradov in ustvaril ceste za vojno proti Frizijcem.
Viljem je podelil mestne pravice Haarlemu, Delftu, 's-Gravenzandeju in Alkmaaru. Glede na Annales Wormatienses je Viljem 10. novembra 1255 "odpravil pravice državljanov, ki se imenujejo Pfahlbürger, tako da jih med drugimi omejitvami nobeno od mest ni smelo imeti ali prejemati"; kasnejši pisar je dodal gloso, da bi pojasnil, da so bili Pfahlburgerji "meščani, ki niso prebivali v mestu". 

## Poroka in potomstvo
Viljem se je leta 1252 poročil z Elizabeto Brunswick-Lüneburško, hčerjo Otona Otroka, vojvode Brunswick- Lüneburškega. Imela sta sina Florisa V.(1254 – 1296). 

## Smrt
V bitki pri Hoogwoudu 28. januarja 1256 je Viljem poskušal sam prečkati zamrznjeno jezero, ker se je izgubil, a je njegov konj padel skozi led. V tem ranljivem položaju so Viljema ubili Frizijci, ki so ga na skrivaj pokopali pod tlemi hiše. Njegovo truplo je 26 let pozneje našel njegov sin Floris V., ki se je strašno maščeval Zahodnim Frizijcem. Viljem je bil nato pokopan v Middelburgu. Sodobni viri, vključno s kroniko Melis Stoke, prikazujejo Viljema kot arturskega junaka. Zlati kip Viljema je mogoče najti na Binnenhofu v Haagu, notranjem sodišču nizozemskega parlamentarnega kompleksa.

## Poglej tudi
- Družinsko drevo grofov Holandije

| Predhodnik: Floris IV. | Grof Holandski 1234–1256 | Naslednik: Floris V. |